# 正親町実正

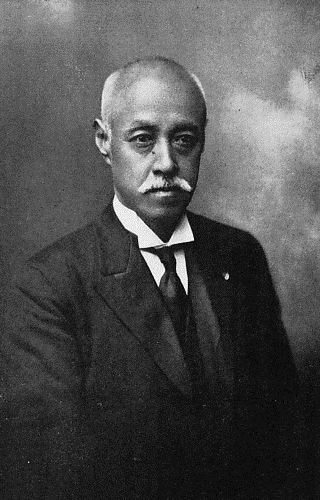
正親町実正

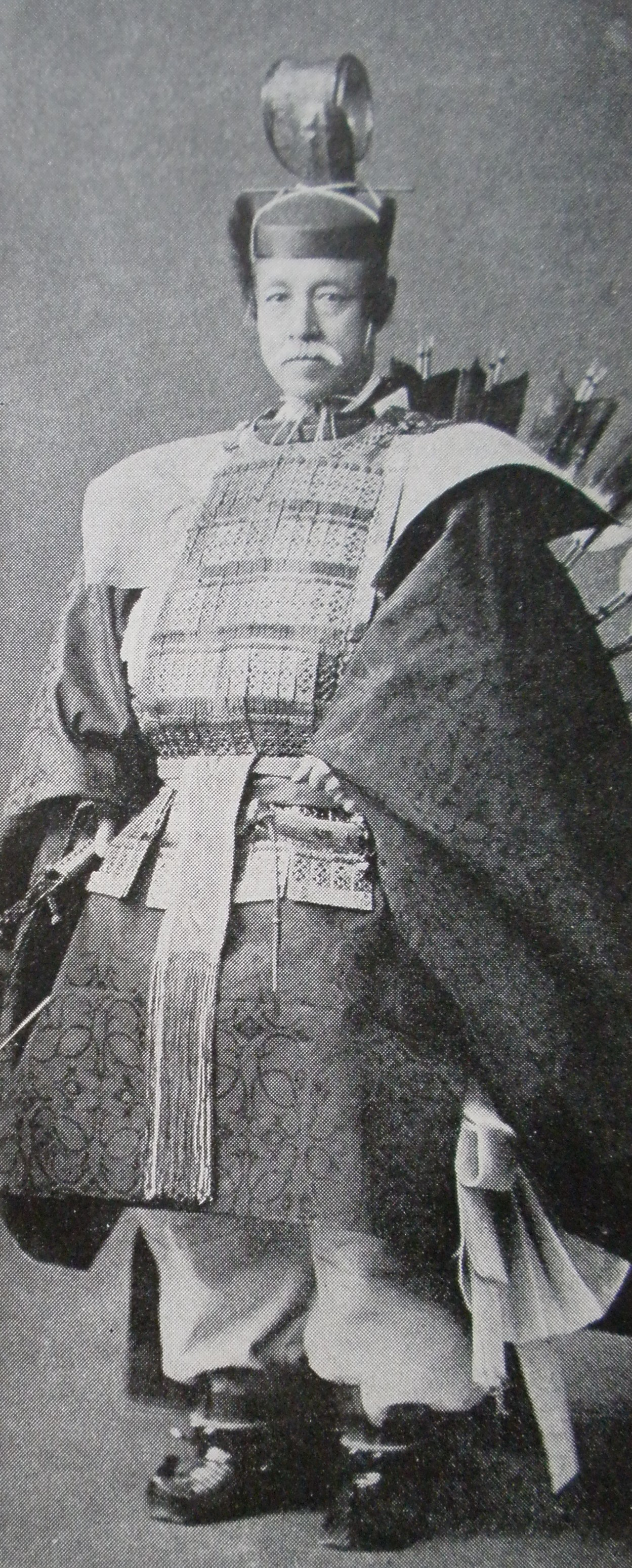
大正天皇即位大礼の典儀官時の正親町実正（1915年）

正親町 実正（おおぎまち さねまさ、安政2年6月7日（1855年7月20日）- 大正12年（1923年）6月26日）は、日本の華族（伯爵）・官僚・薬剤師。大正天皇の侍従長を務めた。正二位。

## 概要
正親町実光の三男である正親町実徳の長男として生まれ、公卿の正親町公董の嗣子となり、孝明天皇の侍従となった。維新後東京帝国大学で研究の後、宮内省御用掛として侍医寮の薬剤掛を担当した。1882年（明治15年）、正親町家の家督を継ぎ、1884年（明治17年）には華族令により伯爵に叙せられた。
1890年（明治23年）7月10日には貴族院議員となり、1918年（大正7年）5月31日まで在任。1893年（明治26年）には日本薬剤師会を設立した。1899年（明治32年）2月から翌年10月まで第10代埼玉県知事に就任した。その後賞勲局総裁となり、1912年（大正元年）9月、明治天皇大喪儀の祭官副長を務める。1918年（大正7年）5月27日から1921年（大正10年）3月22日まで、大正天皇の侍従長を務めた。その後再び賞勲局総裁に就任した。
1923年（大正12年）6月26日、死去。墓所は染井霊園。

## 栄典
位階
- 1887年（明治20年）12月26日 - 正四位[5]
- 1918年（大正7年）6月10日 - 正二位[1]

爵位
- 1884年（明治17年）7月7日 - 伯爵[6]

勲章等
| 受章年                     | 略綬 | 勲章名           | 備考 |
| -------------------------- | ---- | ---------------- | ---- |
| 1906年（明治39年）4月1日   |      | 勲四等旭日小綬章 |      |
| 1910年（明治43年）12月26日 |      | 勲三等瑞宝章     |      |
| 1914年（大正3年）6月18日   |      | 旭日中綬章       |      |
| 1915年（大正4年）11月10日  |      | 大礼記念章       |      |
| 1916年（大正5年）8月19日   |      | 勲二等旭日重光章 |      |
| 1923年（大正12年）6月25日  |      | 旭日大綬章       |      |

## 親族
- 正親町兎美子 - 妻。中山忠能の娘。
- 正親町公和 - 長男
- 正親町季董 - 義弟
- 園池公致・公功 - 姻戚。妹・春香の子。
- 竹田恒泰 ･ 実正の長女静子の娘恒徳王妃光子の孫-玄孫
- 藤木清野 - 生母